# My Own Private Idaho
My Own Private Idaho és una pel·lícula independent de 1991 dirigida per Gus Van Sant i protagonitzada per River Phoenix i Keanu Reeves. El guió està lleugerament basat en les obres de teatre de William Shakespeare Enric IV, part 1, Enric IV, part 2 i Enric V. La pel·lícula va obtenir diversos guardons, incloent el de millor actor al Festival de Venècia el 1991, i és un dels clàssics del cinema gai.

## Argument
Mike Waters (River Phoenix) i Scott Favor (Keanu Reeves) són dos joves xapers que es guanyen la vida prestant serveis sexuals tant a homes com a dones als carrers de Portland.
Mike és gai i pateix de narcolèpsia; va ser abandonat de petit i viu obsessionat amb la recerca de la seva mare. Scott, que és a punt de fer els 21 anys, va decidir dedicar-se a la prostitució com a rebel·lia davant del seu pare, l'alcalde de la ciutat, i només espera que aquest mori per rebre l'herència que li quedarà i canviar radicalment de vida, encara que ningú ho cregui.
Tots dos nois mantenen una estreta amistat que es posa a prova quan, durant un viatge a Roma a la recerca de Sharon Waters, la mare de Mike, Scott s'enamora i Mike comprèn que està a punt de perdre l'única persona important a la seva vida.

## Trama
Mike (River Phoenix), un noi que es busca la vida al carrer, es troba sol en un tram desert d'autopista. Comença a parlar amb ell mateix i s'adona que el camí sembla "com la cara d'algú, com una cara de merda". Aleshores viu un episodi de narcolèpsia i somia amb la seva mare consolant-lo mentre les pel·lícules casolanes de la seva infància es reprodueixen a la seva ment.
Més tard, després que un client li faci una fel·lació a Seattle, Mike torna als seus llocs preferits per trobar clients. És recollit per una dona gran adinerada, que el porta a la seva mansió, on troba dos companys xapers que la dona també va contractar. Un d'ells és Scott Favor, el millor amic de Mike, i l'altre és Gary. Mentre es prepara per tenir relacions sexuals amb la dona i s'abracen, Mike imagina la seva mare i té un altre episodi narcolèptic; Scott i Gary se l'enduen i Mike es desperta l'endemà amb Scott a Portland.
Mike i Scott aviat es retroben amb Bob Pigeon, un home de mitjana edat mentor d'una colla de nois del carrer i estafadors que viuen en un edifici d'apartaments abandonat. Scott, el fill de l'alcalde de Portland, confia a Bob que quan faci 21 anys heretarà la fortuna del seu pare i es retirarà de la prostitució del carrer. Mentrestant, Mike anhela trobar la seva mare, així que ell i Scott marxen cap a Idaho per visitar el germà gran de Mike, Richard.
Durant aquest viatge, Mike confessa a Scott que està enamorat d'ell, i Scott li recorda delicadament a Mike que només dorm amb homes per diners. Richard explica la història d'un home que afirma que és el pare de Mike, però Mike diu que sap que Richard és en realitat el seu pare. Aquest informa Mike que la seva mare treballa com a minyona d'hotel; quan Mike i Scott visiten el seu lloc de treball, s'assabenten que va anar-se'n a Itàlia a la recerca de la seva pròpia família. A l'hotel, es troben amb Hans, l'home que els va portar a Portland, i es prostitueixen amb ell.
Amb els diners que reben de Hans, Mike i Scott viatgen a Itàlia. Troben la granja on la mare d'en Mike treballava com a minyona i tutora d'anglès. Carmela, una jove que hi viu, li diu a Mike que la seva mare va tornar als Estats Units fa mesos. Carmela i Scott s'enamoren i tornen als Estats Units, deixant a Mike tornar a casa sol i amb el cor trencat. El pare de Scott mor, i aquest hereta la seva fortuna.
De tornada a Portland, Bob i la seva colla s'enfronten a un Scott reformat en un restaurant de moda, però ell els rebutja. Aquella nit, Bob té un atac de cor fatal. L'endemà, els xapers celebren un funeral sorollós per a Bob, mentre que al mateix cementiri, a pocs metres de distància, Scott assisteix al funeral solemne pel seu pare.
Al final de la pel·lícula, Mike torna al tram desert de la carretera d'Idaho. Després de caure en un altre estupor narcolèptic, dos desconeguts s'acosten en un camió, li prenen la motxilla i les sabates i se'n van. Moments després, una figura no identificada s'atura en un cotxe, recull Mike, que està inconscient, l'entra al vehicle i se'n va.

## Elenc
- River Phoenix: Mike Waters
- Keanu Reeves: Scott Favor
- James Russo: Richard Waters
- Udo Kier: Hans
- William Richert: Bob Pigeon
- Rodney Harvey: Gary
- Chiara Caselli: Carmella
- Michael Parker: Digger
- Jessie Thomas: Denise
- Flea: Budd
- Grace Zabriskie: Alena
- Tom Troupe: Jack Favor

## Producció

### Guió
My Own Private Idaho parteix de la novel·la de 1963 de John Rechy City of Night, que retrata prostituts del carrer que no reconeixen que són gais. Van Sant va escriure el guió original a la dècada del 1970, quan vivia a Hollywood. Després de llegir el llibre de Rechy, va tenir la impressió que era moltíssim millor que el que estava escrivint ell i el va aparcar durant anys. El 1988, quan feia el muntatge de la seva primera pel·lícula, Mala Noche, Van Sant va conèixer Michael Parker, el noi del carrer que va inspirar el personatge de Mike a My Own Private Idaho. Parker tenia també un amic anomenat Scott, que es buscava la vida al carrer com ell. En el guió, Van Sant va fer del personatge de Scott un nen ric, inspirant-se en prostituts de carres que havia conegut a Portland.
El guió original consistia en dos guions diferents: el primer, titulat Modern Days, explicava la història de Mike; el segon era una adaptació contemporània de les obres Enric IV, part 1 i Enric IV, part 2 de William Shakespeare, que incorporaven la història de Scott. Després de veure Campanades a mitjanit d'Orson Welles, Van Sant va tenir la idea de combinar els dos guions per a crear una única història. Per a ell, les dues obres de Shakespeare eren històries de carrer, el personatge de Bob li recordava a Falstaff, el príncep Hal de les obres de Shakespeare s'assemblava a Scott i el seu company corresponia a Mike. El guió va acabar sent una reestructuració de les obres shakespearianes. El títol definitiu ve de la cançó «Private Idaho» de The B-52's, que Van Sant escoltava quan viatjava pels Estats Units a principis de la dècada del 1980.
Van Sant estava treballant alhora en un conte curt de 25 pàgines, de títol My Own Private Idaho, que pensava filmar amb un pressupost molt baix. Tractava de dos personatges llatins als carrers de Portland, que anaven a la recerca dels seus pares i viatjaven a una ciutat d'Espanya. Un d'ells s'enamorava d'una noia i abandonava al seu company. Van Sant tenia també un altre guió, The Boys of Storytown, en el qual apareixien els personatges de Mike i Scott així com de Hans i Bob, però que Van Sant considerava inacabat. Finalment, mentre estava muntant Drugstore Cowboy, va acabar combinant Modern Days i Storytown amb el conte curt d'Idaho.

### Finançament i càsting
Al principi, cap estudi volia finançar la pel·lícula a causa del seu tema controvertit i poc convencional. Després que Drugstore Cowboy rebés elogis i premis de la crítica favorables, les companyies cinematogràfiques van començar a mostrar cert interès, però totes volien revisions. Frustrat, Van Sant va intentar fer la pel·lícula amb un pressupost reduït amb un repartiment de nois del carrer reals, inclosos Michael Parker i l'actor Rodney Harvey, que hagués interpretat Scott.
Aleshores va començar la cerca d'actors i es va enfrontar al problema de repartir els dos papers centrals. Va enviar les escenes a Keanu Reeves i River Phoenix, tot i que creia que els seus respectius agents rebutjarien el guió. Reeves va acceptar el paper, però el gerent de Phoenix no va mostrar-li el guió a l'artista. Van Sant va fer arribar-li el guió a Phoenix en persona a través de Reeves, ja que es coneixien, i finalment Phoenix també va acceptar el rol de Scott. Com aquest paper ja havia estat assignat a Reeves van haver de convèncer Phoenix per interpretar el drogoaddicte Mike.
La productora Laurie Parker va comprar el guió. New Line Cinema, que en aquell moment estava en procés de ramificació per produir pel·lícules d'art i assaig, va decidir donar suport a la visió de Van Sant amb un pressupost de 2,5 milions de dòlars.
Al febrer de 1990, Screen International va anunciar Daniel Day-Lewis com a membre del repartiment; tot i així, l'actor anglès no apareix a la pel·lícula final. Al novembre, Los Angeles Times va incloure la contractació de River Phoenix i Keanu Reeves com a protagonistes (que ja havien treballat junts a la pel·lícula T'estimo fins a la mort, de Lawrence Kasdan) i també de Lionel Stander, Grace Zabriskie, James Russo, Rodney Harvey, Flea i Udo Kier. De tots ells, l'únic que no va mantenir-se en el repartiment va ser Stander.

### Rodatge
La pel·lícula es va anunciar com el proper projecte de Van Sant el 24 de febrer de 1990 a la revista britànica Screen International, on s'afirmava que la productora seria Avenue Entertainment i que el rodatge començaria aquell agost a Idaho i Itàlia. No es va tornar a anomenar Avenue Entertainment, i la filmació va posposar-se. Finalment, la producció va començar l'1 de novembre de 1990, i el rodatge va tenir lloc a Portland (Oregon), Seattle (Washington), Roma (Itàlia) i els mateixos espais oberts del Pacífic Nordoccidental que havien aparegut a Drugstore Cowboy.

## Recepció i crítica
My Own Private Idaho es considera una pel·lícula de referència al New Queer Cinema, un moviment de principis de la dècada del 1990 en la realització de cinema independent de temàtica queer. Des del seu llançament, ha crescut en popularitat i s'ha considerat un clàssic de culte, especialment entre el públic LGBT. La pel·lícula destaca per la seva temàtica aleshores tabú i l'estil avantguardista.
Va rebre, en general, molt bones crítiques. El prestigiós crític de cinema Roger Ebert li va donar 3,5 de 4 estrelles.

## Guardons

### Premis
- Copa Volpi al millor actor (River Phoenix) al Festival Internacional de Cinema de Venècia[17]
- Premis Independent Spirit: a la millor música de pel·lícula (Bill Stafford), al millor actor (River Phoenix) i al millor guió (Gus Van Sant)[18][17]
- Premi de la National Society of Film Critics al millor actor (River Phoenix)[19]
- Festival Internacional de Cinema de Toronto: Premi de la Crítica Internacional (Gus Van Sant)[5]
- Festival de Cinema de Deauville: Premi de la Crítica (Gus Van Sant)[5]
- Premis Producers Guild of America (PGA): Premi Nova al productor més prometedor de pel·lícules (Laurie Parker)[20]

### Nominacions
- Premis Independent Spirit: a la millor fotografia (Eric Alan Edwards i John J. Campbell), a la millor direcció (Gus Van Sant) i a la millor pel·lícula (Laurie Parker)[18][17]
- Lleó d'Or (Gus Van Sant) al Festival Internacional de Cinema de Venècia[cal citació]
- New York Film Critics Circle: tres nominacions, incloent la de millor pel·lícula[21]
- Los Angeles Film Critics Association: millor fotografia[22]